# اریش پریبکه
اریش پریبکه (انگلیسی: Erich Priebke؛ زاده ۲۹ ژوئیهٔ ۱۹۱۳ درگذشته ۱۱ اکتبر ۲۰۱۳) یک فرد نظامی اهل آلمان بود.وی در سال ۱۹۹۶ به جرم جنایت جنگی در ایتالیا مجرم شناخته شد.از مهمترین اقدامات او مشارکت در کشتار ۳۳۵ ایتالیایی ساکن رم در ۲۴ مارس ۱۹۴۴ بود.این کشتار به کشتار آردیاتین معروف است.